# Choreborogas vittifer
Choreborogas vittifer är en stekelart som beskrevs av Van Achterberg 1995. Choreborogas vittifer ingår i släktet Choreborogas och familjen bracksteklar. Inga underarter finns listade i Catalogue of Life.